# 昭和町 (岡山県)
昭和町（しょうわちょう）は岡山県中南部の吉備郡に存在した町である。1972年（昭和47年）に総社市（初代）へ編入され廃止された。現在は総社市（2代）の一部となっている。

## 概要
現在の総社市美袋、日羽、原、影、中尾、下倉、種井、延原、宇山、槁に当たる。町内の大部分が吉備高原の南部山地である。
昭和町という町名は、4村合併時に村名や大字名を使用しないという暗黙の取り決めがあり適当な名が見出し得ず、また4か村組合立で設置された公民学校が昭和に開校したことを記念して「昭和公民学校」としたことから、それに合わせて命名されたものである。

## 歴史
- 1889年（明治22年）6月1日 - 町村制施行。
  - 下道郡下倉村発足。
  - 下道郡影村・中尾村・原村が合併して水内村発足。
  - 下道郡福谷村と秦村が合併して秦村発足。
  - 賀陽郡日羽村と美袋村が合併して日美村発足。
  - 賀陽郡宇山村・種井村・延原村・槁村が合併して富山村発足。
- 1900年（明治33年）4月1日 - 下道郡と賀陽郡が合併。吉備郡下倉村・水内村・秦村・日美村・富山村となる。
- 1948年（昭和23年）4月1日 - 秦村福谷の一部（草田地区）と秦村秦の一部（大野地区の一部）を下倉村に編入。
- 1952年（昭和27年）4月1日 - 下倉村・水内村・日美村・富山村が合併して昭和町発足。
- 1962年（昭和37年）5月25日 - 新庁舎が竣工。
- 1972年（昭和47年）4月22日 - 昭和町が総社市（初代）に編入される。同日昭和町は廃止。

## 行政
- 昭和町役場（現・総社市役所昭和出張所、総社市消防署昭和出張所）
  - 昭和町発足後の庁舎は旧日美村役場を暫定的に使用していたが、手狭になったことから1962年に新庁舎が建設された。総社市に編入後は総社市役所昭和出張所となり、また庁舎の一部は改造されて1974年（昭和49年）4月より総社市消防署昭和出張所として使用されている[7]。

## 地域

### 大字
現在はすべて総社市の大字となっている。
- 美袋（みなぎ） ： 旧日美村
- 日羽（ひわ） ： 旧日美村
- 原（はら） ： 旧水内村
- 影（かげ） ： 旧水内村
- 中尾（なかお） ： 旧水内村
- 下倉（したぐら） ： 旧下倉村
- 種井（たねい） ： 旧富山村
- 延原（のぶはら） ： 旧富山村
- 宇山（うやま） ： 旧富山村
- 槁（けやき） ： 旧富山村

### 教育
- 昭和町立昭和小学校
- 昭和町立昭和中学校

現在は各校とも総社市立

## 交通

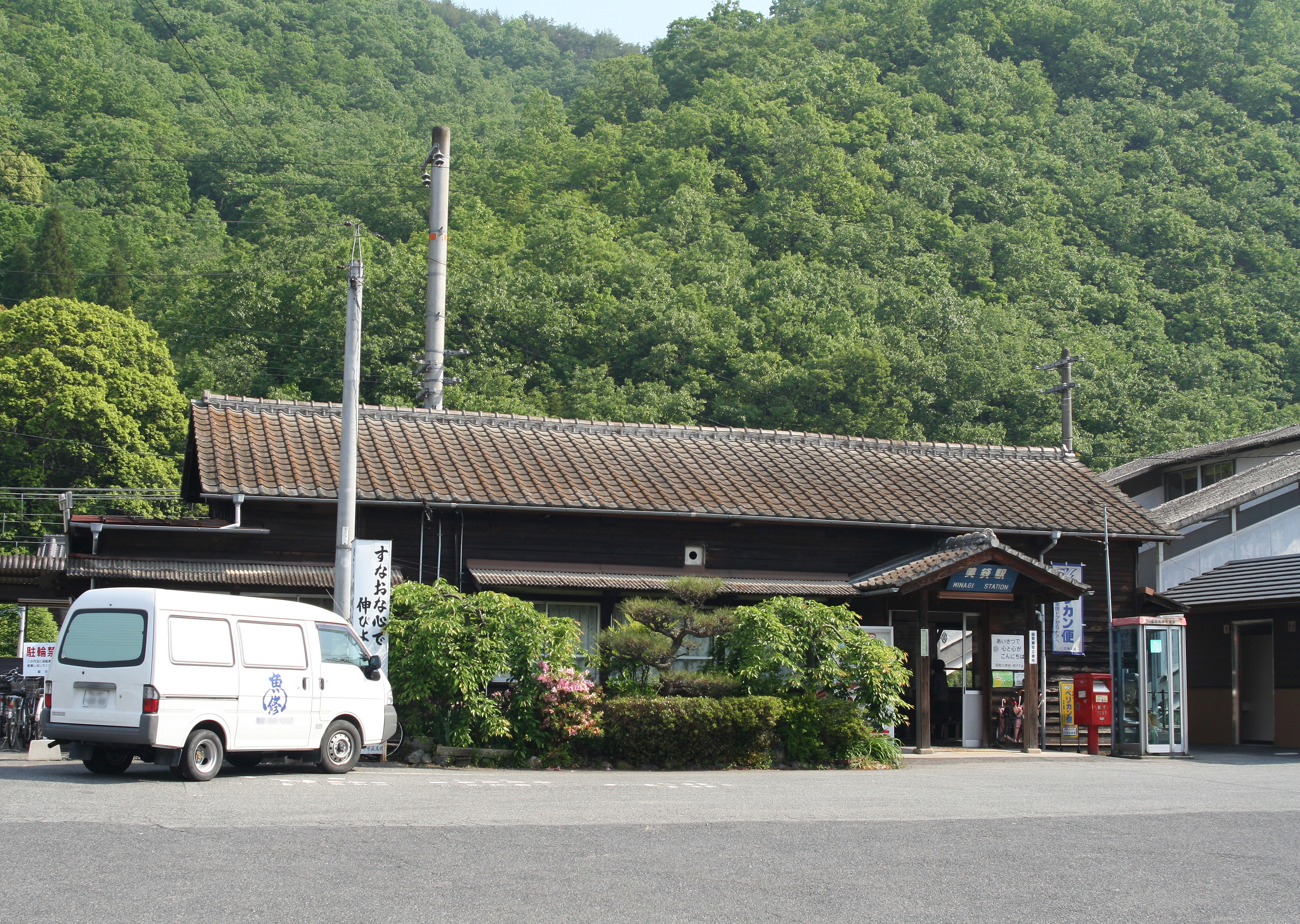
美袋駅

### 鉄道
- 伯備線 美袋駅 日羽駅

### 道路
- 国道
  - 国道180号
- 県道
  - 岡山県道54号倉敷昭和線（現・岡山県道54号倉敷美袋線）
  - 岡山県道166号美袋井原線
  - 岡山県道193号美袋停車場線
  - 岡山県道306号湯山昭和線（現・岡山県道306号賀陽種井線）